# Farendløse (plaats)
Farendløse is een plaats in de Deense regio Seeland, gemeente Ringsted. De plaats telt 359 inwoners (2008).